# MSG-4
MSG-4 ist ein geosynchroner Wettersatellit des europäischen Betreibers Eumetsat aus der Serie „Meteosat Second Generation“. Der Satellit ist bei 0° stationiert. Am 20. Februar 2018 nahm er unter dem Namen Meteosat-11 seinen vollen Dienst auf und löste damit seinen Vorgänger Meteosat-10 ab.

## Missionsverlauf
MSG-4 wurde am 15. Juli 2015 um 21:42 Uhr (UTC) mit der Trägerrakete Ariane 5 ECA vom Centre Spatial Guyanais zusammen mit dem Kommunikationssatellit Star One C4 gestartet und in eine geostationäre Umlaufbahn bei 3,4° West gebracht. Die ESA war für Start und Einsatzerprobung verantwortlich und übergab den Satelliten am 27. Juli 2015 an Eumetsat. Das erste Bild des Satelliten wurde am 4. August 2015 übertragen. MSG-4 befand sich bis 2017 in Reserve. Der Satellit wurde auf die Position 0° verschoben und Ende 2017 aktiviert. Seit 20. Februar 2018 nimmt er von dieser Position die komplette Erdscheibe auf.

## Technik
Der spinstabilisierte Satellit liefert meteorologische Daten für Europa, Afrika (einschließlich Réunion), dem Atlantischen Ozean und dem Osten von Südamerika. Das Hauptinstrument des Satelliten ist der 270 kg schwere Spinning Enhanced Visible and Infra-red Imager (SEVIRI), der alle 15 Minuten in zwölf verschiedenen Wellenlängen Bilder der Oberfläche und der Atmosphäre der Erde erstellt. Vier der zwölf Kanäle arbeiten im sichtbaren Bereich, während die restlichen acht die Infrarotstrahlung überwachen. Einer der Kanäle im sichtbaren Bereich besitzt eine Auflösung von 1 km, während die elf anderen jeweils eine Auflösung von 3 km besitzen. Die Daten werden kontinuierlich im L-Band an die Bodenstationen geschickt. Die Energieversorgung übernehmen acht gebogene Solarzellenflächen von 2,4 m Höhe und 1,25 m Breite, die insgesamt 720 W liefern und zwei Nickel-Cadmium-Batterien. Der Satellit wurde auf Basis des MSG-FM4-Satellitenbus der Thales Alenia Space gebaut. Die Eumetsat gibt seine Lebensdauer bis 2033 an.